# Dmitri Liss
Dmitri Liss (Russisch: Дмитрий Лисс) (Balasjov (oblast Saratov), 1960) is een Russische dirigent. Hij heeft de leiding van het Filharmonisch Orkest van de Oeral en bezette van 2016 tot 2019 dezelfde functie bij de philharmonie zuidnederland.

## Carrière
Liss werd geboren in 1960 in het stadje Balasjov in de oblast Saratov van de Russische SFSR in een doktersgezin. Later verhuisde het gezin naar Charkov, waar hij en zijn broer naar de muziekschool gingen en hij leerde vioolspelen. Later stapte hij over van viool naar klarinet. In 1979 studeerde hij af aan de speciale muziekschool van Charkov met als specialisaties klarinet, muziektheorie en muziekgeschiedenis. Hij ging daarop naar het Conservatorium van Moskou, waar Dmitri Kitajenko, artistiek directeur en chef-dirigent van het Filharmonisch Orkest van Moskou hem in 1983 aannam als assistent-dirigent. Na zijn afstuderen in 1984 vertrok hij naar Kemerovo om dirigent te worden bij het Symfonisch Orkest van de Koesbass. In 1991 werd hij daar de jongste chef-dirigent van Rusland.
Sinds 1995 is hij artistiek directeur en chef-dirigent van het Filharmonisch Orkest van de Oeral. Daarnaast was hij van 1997 tot 1999 chef-dirigent van het Russisch-Amerikaans Jeugdorkest. In 1998 was hij assistent-dirigent van het World Musical Youth Forum. Hij werkte samen met jeugdsymfonieorkesten uit de Verenigde Staten, China, het Verenigd Koninkrijk, Canada, Israël en Egypte. Van 1999 tot 2003 was hij tevens dirigent van het Russisch Nationaal Orkest.
Liss trad op in vele landen in Europa en Azië en werkte samen een groot aantal orkesten, zowel in de voormalige Sovjet-Unie als in West- en Noord-Europa en de Verenigde Staten. In Nederland werkte hij met het voormalige Radio Symfonie Orkest, het Residentie Orkest en het  Noord Nederlands Orkest. Tot de solisten met wie hij werkte behoren Joeri Basjmet, Boris Belkin, Peter Donohoe, Natalia Gutman, Gidon Kremer, Wynton Marsalis, Shlomo Mintz, Nikolaj Petrov, Michail Pletnev en Mstislav Rostropovitsj.
Daarnaast nam hij deel aan veel internationale festivals en heeft hij cd's opgenomen voor Amerikaanse, Russische, Japanse, Taiwanese, Belgische en Zwitserse labels.
Van 2016 tot 2019 was Liss voor drie seizoenen verbonden aan de philharmonie zuidnederland (ontstaan uit de fusie van Het Brabants Orkest en het Limburgs Symfonie Orkest).
- Bibliothèque nationale de France: cb15036140f (data)
- Gemeinsame Normdatei: 122892917
- International Standard Name Identifier: 0000 0000 8394 4023
- Library of Congress Control Number: no2001056999
- MusicBrainz: bc1be364-c61b-4ffb-ba3f-52123e6feb8f
- Nationale Bibliotheek van Tsjechië: xx0182205
- Nationale Bibliotheek van Israël: 987007397809905171
- Nationale en Universitaire bibliotheek Zagreb: 000342027
- Réseau des bibliothèques de Suisse occidentale: 02-A018670889
- Système universitaire de documentation: 250638576
- Virtual International Authority File: 74135140
- WorldCat: E39PBJvmHgmRFHq7WQGYvcXGHC